# 阻塞性休克
阻塞性休克是因血液无法流动而引起的休克。 引起阻塞性休克的原因有肺栓塞、心包填塞和氣胸。 阻塞性休克的症状有呼吸短促、虚弱或精神状态改变。阻塞性休克發生時病人還會出现低血压和心动过速。 阻塞性休克与心源性休克有些相似。當這些休克發生時，心输出量都会减少。不過這兩種休克的治疗手段並不同。 